# Ernst Blei
Ernst Blei (* 23. Januar 1895 in Bockwa; † nach 1933) war ein deutscher Politiker (NSDAP).

## Leben
Nach dem Besuch der Volksschule in Cainsdorf absolvierte Blei eine Schmiedelehre, die er mit der Gesellenprüfung abschloss. Im Anschluss arbeitete er als Schmiedegeselle in Stendal. Von 1914 bis 1918 nahm er als Soldat am Ersten Weltkrieg teil.
Blei trat zum 25. Juli 1925 der NSDAP bei (Mitgliedsnummer 12.174). Im April 1932 wurde er für die NSDAP als Abgeordneter in den Preußischen Landtag gewählt, dem er bis zum Ende der vierten Legislaturperiode 1933 angehörte. Im Parlament vertrat er den Wahlkreis 10 (Magdeburg).